# Директива 2005/35/EC
Директива 2005/35/EC, официальное название Директива Европейского Парламента и Совета Европейского союза 2005/35/EC от 7 сентября 2005 г. «о загрязнении от судов и о введении санкций, включая уголовные санкции, за правонарушения, связанные с загрязнениями» (англ. Directive 2005/35/EC of the European Parliament and of the Council of 7 September 2005 on ship-source pollution and on the introduction of penalties for infringements) — нормативный акт, содержащий меры для предотвращения выбросов нефти и вредных жидких веществ с судов, а также ответственности за совершение подобных действий. Документ был принят 7 сентября 2005 года в Брюсселе Европейским советом и вступил в силу 1 октября 2005 года.

## История создания
Наибольший вред целостности экосистемы водных объектов наносят выбросы нефтепродуктов. Их негативное воздействие снижает фотосинтезирующую способность фитопланктона и ухудшает условия жизни морских животных. Значительная доля таких загрязнений приходится на грузовые и пассажирские суда. Последствия катастрофы нефтяных танкеров Erika (1999 год) и Prestige (2002 год) в результате которых, разливы нефти нанесли серьезный ущерб морской среде, прибрежным территориям Испании и Франции и негативно отразились на экологической и экономической обстановке. Этот инцидент вынудил европейского законодателя ускорить разработку более эффективных нормативных документов.
Результатом длительной работы стало принятие Европейским парламентом в 2005 году Директивы 2005/35/EC «о загрязнении от судов и о введении санкций, включая уголовные санкции, за правонарушения, связанные с загрязнениями» ввиду того, что очень большое число судов, плавающих в водах Евросоюза, игнорируют правила Конвенции MARPOL73/78. Для борьбы с этими нарушениями положения Директивы вводили штрафные санкции к судам-загрязнителям и уголовное преследование для лиц виновных в совершении подобных действий.

## Характеристика документа

### Структура
- Преамбула (Whereas, состоит из п[6]. 1-16);
- Ст. 1-17 (Articles 1-17);
- Приложение Резюме (для справочных целей) регламентов Marpol 73/78, касающихся выбросов нефти и вредных жидких веществ, указанных в Статье 2.2 (ANNEX Summary, for reference purposes, of the Marpol 73/78 discharge regulations relating to discharges of oil and noxious liquid substances, as referred to in Article 2.2);
- Часть I: Нефть (Marpol 73/78, Приложение I) (Part I: Oil (Marpol 73/78, Annex I));
- Часть II: Вредные жидкие вещества (Приложение II к Marpol 73/78) Part II: Noxious liquid substances (Marpol 73/78 Annex II)[7][8].

### Задачи
Директива 2005/35/EC была разработана и принята для ужесточения существующих норм (с целью их более надлежащего исполнения) по предотвращения выбросов нефти и вредных жидких веществ с судов. Положения данного акта направлены на инкорпорацию в законодательство Европейского Союза международных стандартов по предотвращения загрязнения с судов и обеспечению наложения адекватных санкций, включая уголовные санкции, на лиц, ответственных за выбросы загрязняющих веществ, с целью повышения уровня безопасности судоходства и усиления защиты морской среды от загрязнения от кораблей.